# Marina militare somala
La Marina militare somala (in somalo: Ciidamada Badda Soomaaliyeed; in arabo القوات البحرية الصومالية‎?, al-Quwwat al-Bahriyah as-Sumaliyah) rappresenta la componente navale delle forze armate dello Stato africano della Somalia.
Creata negli anni 1960 all'indomani dell'indipendenza della Somalia, la Marina è stata sempre la componente più piccola e meno sviluppata delle Forze armate somale: un lungo periodo di vicinanza politica tra Somalia e Unione Sovietica fruttò, negli anni 1960 e 1970 la cessione di un piccolo quantitativo di unità da combattimento leggere e naviglio ausiliario, ma questa prima forza navale collassò rapidamente e si disgregò nei primi anni 1990, con lo scoppio della lunga guerra civile somala. La ricostruzione delle forze navali ebbe inizio solo negli anni 2010 grazie al sostegno della comunità internazionale, in particolare nell'ottica di contrasto al diffuso fenomeno della pirateria somala; la Marina rimane comunque una forza piccola e dotata solo di poche unità di impiego costiero.

## Storia

### Dall'indipendenza agli anni 1980

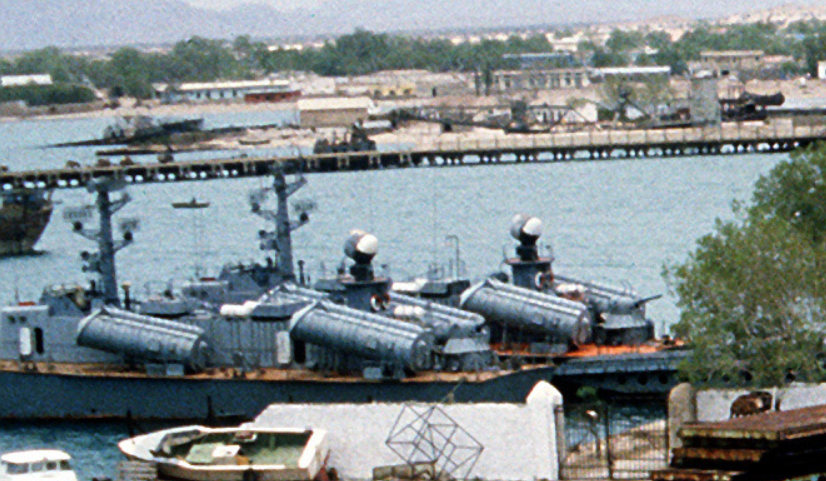
Due motomissilistiche somale classe Osa fotografate in porto a Berbera nel 1983

L'odierna Somalia indipendente nacque il 1º luglio 1960 tramite l'unione delle ex-colonie della Somalia britannica e della Somalia italiana; l'indipendenza della colonia italiana era stata preceduta da un periodo di amministrazione fiduciaria da parte della stessa Italia sotto l'egida delle Nazioni Unite, nel corso del quale erano state gettate le fondamenta per la costituzione delle prime forze armate nazionali somale. Gli istruttori italiani crearono un piccolo esercito destinato principalmente a compiti di sicurezza interna supportato da una scheletrica componente aeronautica ma, nonostante la presenza di più di 3300 chilometri di costa affacciata sul golfo di Aden e sull'oceano Indiano da sorvegliare, il settore navale fu largamente trascurato e la prima forza navale somala non fu nulla di più di una guardia costiera dotata di qualche motolancia o imbarcazione civile requisita per il pattugliamento delle acque sottocosta.
Nella seconda metà degli anni 1960 la Somalia si avvicinò diplomaticamente all'Unione Sovietica, iniziando a ricevere aiuti militari e armamenti dal Blocco orientale. In cambio del diritto all'utilizzo dei porti di Berbera e Chisimaio, la Marina militare sovietica curò nel 1965 la creazione di una vera e propria forza navale militare somala, a cui fu ceduto un primo blocco di unità moderne (in parte radiate dai ranghi della flotta sovietica, in parte di nuova costruzione): quattro motosiluranti della classe P6, cinque guardacoste, quattro mezzi da sbarco leggeri nonché rimorchiatori e naviglio ausiliario da impiego portuale. Dopo il colpo di Stato che nell'ottobre 1969 portò all'instaurazione del regime autoritario del generale Mohammed Siad Barre, i legami e la cooperazione tra Somalia e Unione Sovietica divennero anche più stretti, traducendosi per la Marina somala in un secondo pacchetto di aiuti militari che, tra il 1975 e il 1977, vide la cessione a suo favore di due motocannoniere missilistiche della classe Osa, quattro motosiluranti della classe Mol, una nave da sbarco classe Polnocny e altro naviglio ausiliario.
Lo scoppio nel 1977 della guerra dell'Ogaden tra Somalia ed Etiopia portò a un raffreddamento dei rapporti tra Mogadiscio e Mosca, mentre il supporto sovietico si spostava a favore del regime comunista etiope del Derg; il conseguente miglioramento dei rapporti tra la Somalia e gli Stati Uniti d'America si tradusse in aiuti militari del Blocco occidentale a favore delle forze armate somale, ma concentrati a favore di esercito e aeronautica. La Marina, non coinvolta nel conflitto con l'Etiopia, fu di fatto marginalizzata e lasciata languire: l'unica acquisizione di naviglio negli anni 1980 fu quella di un guardacoste di costruzione statunitense, un'ex unità della Marina militare etiope che nel 1984 disertò a favore della Somalia con tutto il suo equipaggio.

### La guerra civile e la rinascita

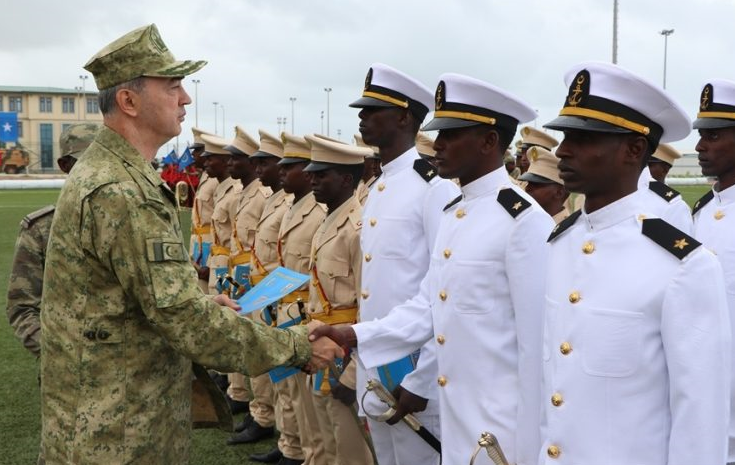
Un istruttore turco consegna i diplomi a una classe di cadetti navali somali formata nella base di Camp TURKSOM a Mogadiscio nel 2018

La violenta destituzione di Siad Barre nel gennaio 1991 precipitò la Somalia in un lunghissimo periodo di guerra civile, proseguito con alterne vicende e diverse fazioni contrapposte fino ai tempi odierni. In un clima di totale collasso delle istituzioni statali, nel corso degli anni 1990 le forze armate regolari somale smisero di fatto di esistere come entità organizzata; le unità della piccola Marina militare, già falcidiate da diverse radiazioni per mancanza di manutenzione e pezzi di ricambio, finirono in gran parte affondate o abbandonate nei porti della nazione.
Una seria ricostruzione delle forze navali militari somale non ebbe inizio prima del 2009, sotto l'egida di un nuovo governo federale supportato dalla comunità internazionale. La nuova Marina somala ebbe un organico iniziale di circa 500 uomini, ma il naviglio in dotazione non andava oltre qualche imbarcazione veloce di origine civile. La necessità di contrastare il diffuso fenomeno della pirateria lungo le coste della Somalia portò in seguito la comunità internazionale a fornire maggior sostegno al rafforzamento delle forze navali somale: nel 2011 l'Ucraina cedette una decina di RHIB, mentre alcune nazioni arabe fornirono i finanziamenti necessari al ripristino delle infrastrutture portuali; l'Unione europea e la Turchia si assunsero invece l'onere della formazione di ufficiali ed equipaggi. Nel 2020 infine la Turchia ha donato alla Somalia undici motovedette di nuova costruzione con cui riequipaggiare le forze navali.